# Meltripata antennata
Meltripata antennata är en insektsart som först beskrevs av Miller, N.C.E. 1934.  Meltripata antennata ingår i släktet Meltripata och familjen gräshoppor. Inga underarter finns listade i Catalogue of Life.